# Saldaña (Tolima)
Saldaña est une municipalité colombienne située dans le département de Tolima.